# Come Alive
Come Alive är ett album utgiven av rapparen Sarettii. Albumet är Sarettiis debutalbum och släpptes den 19 april 2023. Albumet innehåller tolv låtar och inga andra artister gästar albumet. Come Alive debuterade på en andraplats på Sverigetopplistan.

## Låtlista
1. Ella mai
2. Blickar
3. Vi Kan
4. MATADOR
5. GGTM
6. WAKA WAKA
7. Guidelines (Yeah Yeah)
8. Silly
9. She Belongs To The Streets
10. Cali Kush
11. Rolling Loud (EU)
12. Bliså

## Singlar
| Titel      | Släppningsdatum |
| ---------- | --------------- |
| "MATADOR"  | 22 april 2022   |
| "Ella mai" | 31 mars 2023    |